# Euploea duarseri
Euploea duarseri är en fjärilsart som beskrevs av De Rhé-philipe 1910. Euploea duarseri ingår i släktet Euploea och familjen praktfjärilar. Inga underarter finns listade i Catalogue of Life.